# Gentiana parryi
Gentiana parryi är en gentianaväxtart som beskrevs av Georg George Engelmann. Gentiana parryi ingår i släktet gentianor, och familjen gentianaväxter. Inga underarter finns listade i Catalogue of Life.